# Signalbergets naturreservat
Signalberget är ett naturreservat i Gryta socken, Enköpings kommun.
Reservatet ligger vid östra änden Alsta sjö, cirka 2 kilometer väster om Örsundsbro. Signalberget består främst av gammal barrskog. En del av träden är så gamla som 230 år. Signalberget är ungefär 35 meter högre än de omgivande jordbruksmarkerna och domineras av hällmarsktallskog på de över områden och av granskog längs sluttningarna.
Länsväg C 569 passerar platsen.